# Kalniečiai

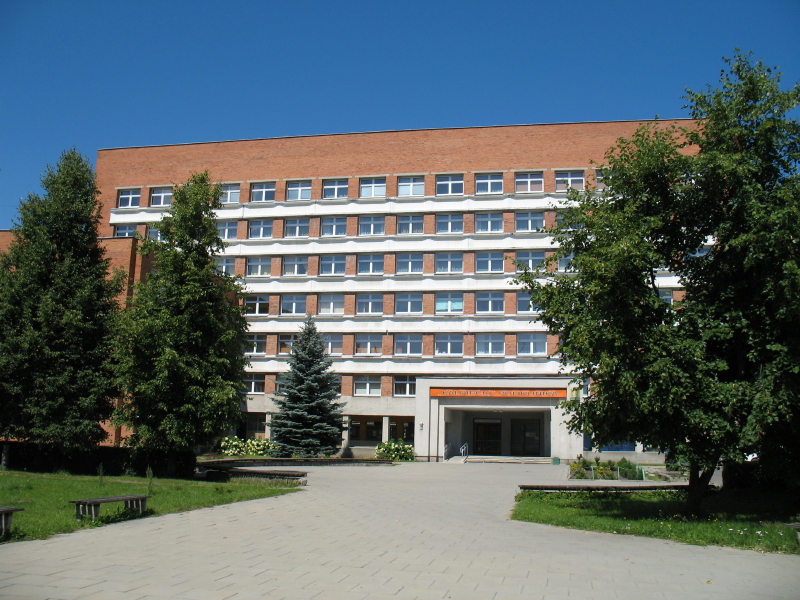
Poliklinik

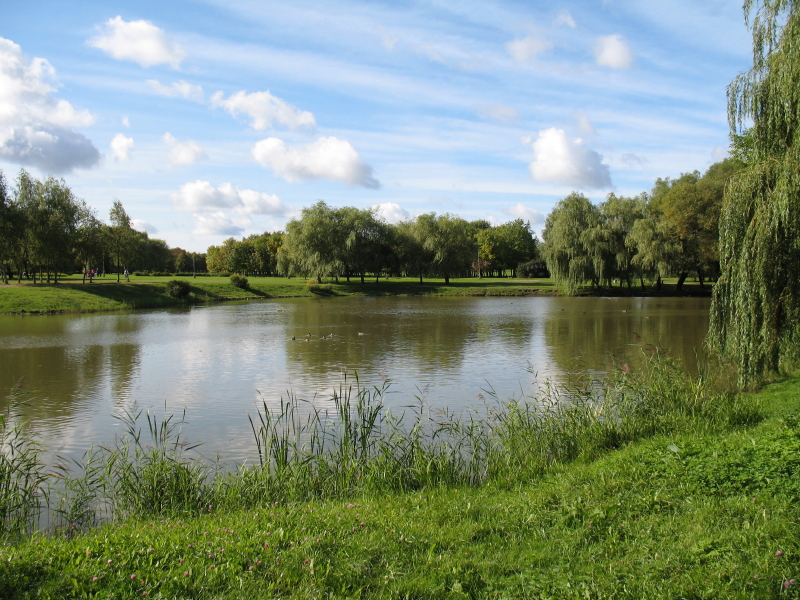
Stausee im Park Kalniečiai

Kalniečiai ist ein Stadtteil von Kaunas, Litauen. Er befindet sich im Nordosten, nördlich von Dainava. Das Mikrajon wurde von 1975 bis 1985 gebaut. Die Architekten A. Steponavičius, G. Miškinienė und A. Krasilnikova bereiteten das Projekt vor. Es wurde mit einem Preis ausgezeichnet.
Das Territorium beträgt 78,39 ha, davon 14,86 ha im Parkterritorium. In Kalniečiai befinden sich die Kliniken Kaunas, das „Rasos“-Gymnasium, das Antanas Smetona-Gymnasium, die Poliklinik und den Park Kalniečiai mit einem Stausee. Kalniečiai gehört zum Stadtbezirk Eigulių seniūnija der Stadtgemeinde Kaunas. Es gibt 12.000 Einwohner (2005).